# Walter Cortés
Walter Eduardo Cortés Pérez (San José, Costa Rica 5 de febrero de 2000) es un futbolista costarricense que juega como lateral izquierdo en Sporting fc de la Primera División de Costa Rica.

## Trayectoria

### Inicios
De pequeño su madre trabajaba en canchas de fútbol cinco y solía entrenar una escuela del Deportivo Saprissa. Ella le llevaba a practicar con este equipo mientras los visores estuvieron por avisarle si se haría con un lugar en el mismo, situación que no fructificó. Luego su padre lo llevó a intentar en el Herediano, donde sí pudo iniciarse hasta que un día disputó un juego contra Saprissa. El conjunto morado vio su talento para incorporarlo a sus filas y le dio toda su formación.

### Bethlehem Steel F. C.
El 28 de febrero de 2019, se hace oficial el fichaje de Cortés a préstamo en el Bethlehem Steel, equipo filial del Philadelphia Union que compite en la USL Championship.
Su debut se produjo el 24 de marzo de 2019 en el Talen Energy Stadium frente al Memphis 901. Cortés fue titular con la dorsal «47» y el marcador finalizó en derrota por 0-1. El 15 de junio convirtió su primer gol en la victoria de 3-1 sobre el Saint Louis. Finalizó la temporada con veintisiete apariciones —en tres partidos como capitán— y concretó tres tantos.

### Deportivo Saprissa
El 26 de diciembre de 2019, Cortés regresó al Deportivo Saprissa a petición del entrenador Walter Centeno, para reforzar la zona defensiva del club.
Debutó en la máxima categoría el 22 de enero de 2020, como titular por la banda izquierda en el partido contra Pérez Zeledón por el Torneo de Clausura, y salió de cambio al minuto 67' por Luis Stewart Pérez. El 29 de junio alcanzó su primer título nacional con Saprissa, luego de superar la serie final del campeonato sobre Alajuelense. El jugador nueve obtuvo apariciones.
Cortés se perdió la primera mitad de la temporada 2020-21 debido a una ruptura de ligamento cruzado en su rodilla izquierda, por lo que fue operado el 14 de agosto y se estimó una recuperación de seis a nueve meses. El 23 de marzo de 2021, luego de siete meses fuera, recibió el alta médica y se pudo reincorporar a los entrenamientos. Volvió a tener acción en un partido oficial el 7 de abril, por la ida de los octavos de final de la Liga de Campeones contra el Philadelphia Union, donde participó los últimos cuatro minutos tras sustituir a Luis Hernández. Por torneo nacional, debuta el 10 de abril jugando veintinueve minutos del empate 1-1 de local frente al Pérez Zeledón. En la última fecha de la clasificación, Saprissa terminó accediendo a un puesto a la siguiente ronda de cuarto lugar. El 16 de mayo enfrentó a Alajuelense por la semifinal de ida, ganando por 4-3 y empatando a dos goles tres días después por la vuelta. El 23 de mayo se presentó el resultado favorable de 3-2 sobre el Herediano por la final de ida, mientras que el 26 de mayo también se dio el triunfo por 0-1 en la vuelta. Cortés alcanzó su segundo título con Saprissa y en esta competencia jugó ocho partidos.
Inició su participación de la temporada en la Supercopa al ser titular de la victoria contundente sobre Alajuelense por 4-1 en el Estadio Nacional, para hacerse con el título. Debutó en el Torneo de Apertura 2021 el 8 de agosto, donde apareció como titular por 81 minutos de la derrota por 2-3 ante el Herediano. El 3 de octubre, en el partido de visita contra Herediano, Cortés fue expulsado en el tiempo de reposición por empujar a un juntabolas, recibiendo una suspensión de cuatro juegos y una multa de doscientos mil colones. Regresó hasta el 20 de noviembre en la victoria 5-1 sobre Sporting. El 19 de diciembre fue nuevamente expulsado ante Herediano por la gran final de vuelta, donde dejó a su equipo con inferioridad numérica desde el minuto 18'. El conjunto morado finalizó la competencia con el subcampeonato. Cortés contabilizó trece presencias y tuvo 929 minutos de acción.
El jugador estuvo ausente en las primeras cuatro jornadas del Torneo de Clausura 2022 por una suspensión tras ser expulsado en la final del certamen anterior. Pudo hacer su debut en la competencia hasta el 13 de febrero, en el clásico frente a Alajuelense y donde completó la totalidad de los minutos de la victoria por 0-1.

## Selección nacional

### Categorías inferiores
El 7 de abril de 2017, Cortés fue elegido en la lista del estratega Breansse Camacho para afrontar el Campeonato Sub-17 de la Concacaf, con sede en Panamá. Estuvo en el banquillo durante los tres juegos de la primera fase, en las victorias sobre Canadá (2-1), Surinam (3-0) y Cuba (3-1). Para el grupo final, hizo su debut el 5 de mayo como titular en la totalidad de los minutos en la derrota 1-6 contra México. El puntaje obtenido por su selección le permitió acceder a uno de los cupos directos al Mundial que se llevaría a cabo en India.
En rueda de prensa dada por el director técnico Breansse Camacho el 18 de septiembre de 2017, se determinó el llamado de Walter para llevar a cabo la realización de la Copa Mundial Sub-17. El jugador fue titular y completó todos los minutos en los tres duelos de la fase de grupos frente a Alemania (2-1), Guinea (2-2) e Irán (0-3), donde se presentaron resultados desfavorables para su país.
El 22 de octubre de 2018, el defensa fue seleccionado por Camacho para jugar el Campeonato Sub-20 de la Concacaf. Debutó el 1 de noviembre como titular en la victoria de goleada por 5-0 sobre Bermudas, donde Cortés convirtió una anotación al minuto 47'. Su selección completó el grupo E con los triunfos ante Barbados (2-0), Haití (1-0) y Santa Lucía (0-6). Con el empate 1-1 contra Honduras y la derrota 4-0 frente a Estados Unidos, el conjunto costarricense quedó eliminado de optar por un cupo al Mundial de Polonia 2019.

#### Participaciones en juveniles
| Competición                           | Sede           | Resultado      | Partidos | Goles |
| ------------------------------------- | -------------- | -------------- | -------- | ----- |
| Campeonato Sub-17 de la Concacaf 2017 | Panamá         | Clasificado    | 5        | 0     |
| Copa Mundial Sub-17 de 2017           | India          | Fase de grupos | 3        | 0     |
| Campeonato Sub-20 de la Concacaf 2018 | Estados Unidos | Eliminado      | 2        | 1     |

## Estadísticas

### Clubes
Actualizado al último partido jugado el 1 de mayo de 2022.
| Bethlehem Steel F. C. Estados Unidos |               |               |    |   |   |   |   |    |    |   |
| 2.ª | 2019          | 27            | 3  | — | — | — | — | 27 | 3  |   |
| Total club | Total club    | 27            | 3  | — | — | — | — | 27 | 3  |   |
| Deportivo Saprissa Costa Rica |               |               |    |   |   |   |   |    |    |   |
| 1.ª | 2019-20       | 9             | 0  | — | — | 1 | 0 | 10 | 0  |   |
| 1.ª | 2020-21       | 8             | 0  | 0 | 0 | 2 | 0 | 10 | 0  |   |
| 1.ª | 2021-22       | 23            | 0  | 1 | 0 | 2 | 0 | 26 | 0  |   |
| Total club | Total club    | 40            | 0  | 1 | 0 | 5 | 0 | 46 | 0  |   |
| Total carrera | Total carrera | Total carrera | 67 | 3 | 1 | 0 | 5 | 0  | 73 | 3 |
| (1) Incluye datos de la Supercopa de Costa Rica (2020-21). (2) Incluye datos de la Liga de Campeones de la Concacaf (2020-22) / Liga Concacaf (2020-21). (3) No incluye goles en partidos amistosos. |               |               |    |   |   |   |   |    |    |   |

## Palmarés

### Títulos nacionales
| Título                  | Club               | País       | Año  |
| ----------------------- | ------------------ | ---------- | ---- |
| Torneo de Clausura      | Deportivo Saprissa | Costa Rica | 2020 |
| Torneo de Clausura      | Deportivo Saprissa | Costa Rica | 2021 |
| Supercopa de Costa Rica | Deportivo Saprissa | Costa Rica | 2021 |